# Sascha Kraus
Sascha Kraus (* 20. Mai 1974 in Köln) ist ein deutscher Wirtschaftswissenschaftler und Professor für Management.

## Karriere

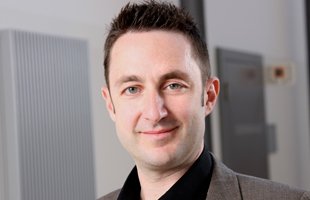
Sascha Kraus

Sascha Kraus studierte Betriebswirtschaftslehre an der Universität zu Köln und der Universität Siegen (Abschluss als Diplom-Kaufmann 2001). Im Anschluss absolvierte er ein MBA-Studium mit der Fächerkombination „Marketing“, „Unternehmensgründung & Wirtschaftsentwicklung“ und „Internationales Management & Organisation“ an der Universität Wuppertal (Abschluss 2003) sowie einen Master of Leadership an der University of Southern Queensland, Australien (Abschluss 2005) – parallel zu seiner Tätigkeit als Universitätsassistent an der Universität Klagenfurt, wo er im Jahr 2006 mit Auszeichnung zum Doktor der Sozial- und Wirtschaftswissenschaften (Dr. rer. soc. oec.) promovierte (Fächerkombination: „Innovationsmanagement & Unternehmensgründung“ und „Internationales Management & Marketing“). Während seiner Promotion verbrachte er drei Monate als Visiting Research Scholar an der University of Edinburgh, Großbritannien, ausgestattet mit einem Förderstipendium der Republik Österreich.
Von Ende 2005 bis 2007 arbeitete Kraus als Wissenschaftlicher Assistent an der Carl von Ossietzky Universität Oldenburg, danach vertrat er bis 2008 die Professur für Entrepreneurship, Intrapreneurship & Innovation an der Fachhochschule Salzburg. Im Jahr 2008 war Kraus im Rahmen eines Forschungsstipendiums für vier Monate als Evald and Hilda Nissi Foundation International Fellow am Department für Management der Universität Vaasa, Finnland, beschäftigt und jeweils einen Monat tätig als HaSS Visiting Professor am Centre for Knowledge, Innovation, Technology & Enterprise (KITE) der University of Newcastle Upon Tyne, Großbritannien sowie als EECPCL Participating Professor an der Harvard Business School, Cambridge, Massachusetts, USA.
Ende 2008 wurde er im Alter von 34 Jahren als Universitätsprofessor und Inhaber des Lehrstuhls für Entrepreneurship an die Universität Utrecht, Niederlande berufen, wo er bis Ende 2012 tätig war. Anschließend wechselte er an die Universität Liechtenstein, wo er zunächst als Associate Professor arbeitete und ab 2015 die Position des Lehrstuhlinhabers mit den Schwerpunkten Strategie und Unternehmertum einnahm. Im Jahr 2009 erwarb Kraus einen zweiten Doktortitel (Ph.D.) in „Industrial Engineering & Management“ (mit Auszeichnung) an der Helsinki University of Technology (heute: Aalto University), und im Jahr 2010 die Lehrbefugnis (Venia Docendi) in Betriebswirtschaftslehre an der Lappeenranta University of Technology (beide Finnland). Im selben Jahr wurde ihm mit der „Senior University Teaching Qualification“ (Seniorkwalificatie Onderwijs) der Universität Utrecht die höchste niederländische Hochschullehrerqualifikation verliehen. Nach Beendigung seiner Tätigkeit in Liechtenstein im Jahr 2018 war er als Forschungsprofessor für Innovation und Entrepreneurship an der École Supérieure du Commerce Extérieur (ESCE), einer Grande école in Paris, und als Professor für Entrepreneurship an der University of Durham in Großbritannien tätig, bevor er im Jahr 2020 einem Ruf auf eine Professur für Unternehmensführung an die Freie Universität Bozen in Südtirol folgte, wo er bis 2025 lehrte und forschte. Seit April 2025 ist er Universitätsprofessor für Betriebswirtschaftslehre und Lehrstuhlinhaber an der Universität Siegen. Kraus hatte oder hat Gastprofessuren an der Universität St. Gallen, der Copenhagen Business School und der Universität Johannesburg.
Neben seinen derzeitigen Tätigkeiten war und ist Kraus als Lehrbeauftragter unter anderem an der Universität Twente, Enschede, Niederlande, der Montpellier Business School, Frankreich, der Autonomen Universität Barcelona, der Universität Girona, beide Spanien, der Europa-Universität Viadrina, Frankfurt/Oder, der HHL Leipzig, der JKU Linz, der Universität Siegen und an der Wirtschaftsuniversität Wien aktiv. Er war weiterhin bis 2015 Chefredakteur der Zeitschrift für KMU & Entrepreneurship (ZfKE) und des International Journal of Entrepreneurial Venturing (IJEV). Er ist darüber hinaus Country Ambassador der Academy of Management (AoM) Entrepreneurship Division und war von 2007 bis 2012 Country Vice President des European Council for Small Business and Entrepreneurship (ECSB). Kraus ist nach dem Wirtschaftswoche-Ranking 2019 mit Rang sechs einer der zehn bestveröffentlichten deutschsprachigen Betriebswirte (letzte fünf Jahre) überhaupt (nach Rang Nr. 19 im Handelsblatt-Ranking 2014). Praxiserfahrung erwarb er vor allem durch die Gründung und Geschäftsführung eines Venture Capital-finanzierten Internet-Start-Ups Ende der 1990er Jahre sowie als Aufsichtsratsmitglied zweier deutscher KMU. Von 2024 bis 2025 war er Mitglied des Verwaltungsrates der Unicorn Anchor AG in Zug.

## Arbeits- und Forschungsschwerpunkte
- Entrepreneurship
- International Management
- Strategic Management

## Auszeichnungen
Wirtschaftswoche-Betriebswirte Ranking 2020:
- Nr. 2 (von ca. 3000 Betriebswirten) i. d. Kategorie Aktuelle Forschungsleistung[1]

Wirtschaftswoche-Betriebswirte Ranking 2019:
- Nr. 6 (von ca. 2800 Betriebswirten) i. d. Kategorie Beste Forschungsleistung (letzte 5 Jahre)[2]
- Nr. 30 (von ca. 3400 Betriebswirten) i. d. Kategorie Lebenswerk

Handelsblatt-Betriebswirte Ranking 2014:
- Nr. 19 (von ca. 2500 Betriebswirten) i. d. Kategorie Beste Forschungsleistung (letzte 5 Jahre)[3]
- Nr. 126 (von ca. 2500 Betriebswirten) i. d. Kategorie Lebenswerk[4]

Handelsblatt-Betriebswirte Ranking 2012:
- Nr. 50 (von 3000 Betriebswirten) i. d. Kategorie Beste Forschungsleistung (letzte 5 Jahre)[5]
- Nr. 226 (von 3000 Betriebswirten) i. d. Kategorie Lebenswerk[6]
- Nr. 24 i. d. Kategorie Top 100 Forscher unter 40 Jahre[7]

Awards
- 2019: Betelgeux Best Paper Award, GIKA-LATAM Conference, 16.–18. Januar 2019, Concepción, Chile
- 2014: Best Paper Award, Global Innovation and Knowledge Academy (GIKA) Conference, 7.–10. Juli 2014, Valencia, Spanien
- 2012: Best Paper Award, Global Innovation and Knowledge Academy (GIKA) Conference, 10.–12. Juli 2012, Valencia, Spanien
- 2012: Best Paper Award, Consortium for International Marketing Research (CiMar) Conference, 15.–18. Mai 2012, Taipeh, Taiwan
- 2009: Tjalling Koopmans Instituut (TKI) Fellowship, Utrecht University School of Economics, Niederlande
- 2007: Best Paper Award, VII. Interdisziplinäres Symposium Europäische Kulturen in der Wirtschaftskommunikation (EUKO), 14.–16. November 2007, Salzburg